# Heliconius melpomenides
Heliconius melpomenides är en fjärilsart som beskrevs av Riffarth 1900. Heliconius melpomenides ingår i släktet Heliconius och familjen praktfjärilar. Inga underarter finns listade i Catalogue of Life.